# Reiseneggerfelsen (Steinwald)
Der Reiseneggerfelsen (Früher: Steinschlatter) ist eine Granitfelsengruppe mit Steinpyramide im westlichen Steinwald nahe Pullenreuth auf einer Höhe von rund 848 m ü. NHN.

## Lage
Der Berg liegt gut vier Kilometer südöstlich von Pullenreuth. Er ist benannt nach einem Forstmann namens Reisenegger und besitzt eine Besteigungsanlage. Er erreicht 845 m ü. NHN und beherbergt eine Granitfelsengruppe. Die bewaldete Anhöhe liegt etwas mehr als zwei Kilometer südwestlich der Platte 946 m ü. NHN und etwa einen Kilometer nordwestlich des hohen Saubadfelsens 858 m ü. NHN. In einer Absenkung zwischen ihm und dem Knock befinden sich die wertvollen Moore der Wolfs- und Fuchslohe. Der Felsen liegt in der Nähe von zwei Forstwegen, auf welchen markierte Wanderwege verlaufen. Der Felsen liegt am Weg vom Waldhaus zum Wanderparkplatz Neuköslarn.

## Aussichtsplattform
Der Granitblock bildet einen gerundeten Rücken. Auf diesem befindet sich eine Aussichtsplattform. Von dieser kann man einen Fernblick nach Westen an den Rand des Steinwalds werfen.